# Интернационал противников войны
Интернациона́л проти́вников войны́, или Междунаро́дное объедине́ние проти́вников войны́ (англ. War Resisters' International, WRI) — международная антивоенная организация, основанная в 1921 году. Штаб-квартира в Лондоне, отделения имеются более чем в тридцати странах.

## История
Интернационал противников войны (WRI) был основан в Билтховене (нид., Нидерланды) в 1921 году. Его основателями была принята декларация, остающаяся неизменной и по сей день:
Война является преступлением против человечности. Поэтому я принимаю решение не поддерживать никакие войны и стремиться к устранению всех источников войны.
В 1931 году была утверждена эмблема WRI — разломанная на две части винтовка.
Многие из основателей WRI были участниками антивоенного движения времён Первой мировой войны. Первый секретарь WRI, Герберт Ренхем Браун, провёл два с половиной года в британской тюрьме за отказ от военной службы. Видя крах политики «международной всеобщей забастовки против войны» (принятой Социалистическим Интернационалом), они решили основать антимилитаристский Интернационал. Два года спустя, в 1923 году, в США была основана Лига противников войны.
Члены WRI отказываются поддерживать войну или приготовления к ней. Их отказ принимает различные формы: одни отказываются от военной службы, другие отказываются работать на военных заводах и выполнять заказы министерства обороны. WRI объединяет эти индивидуальные усилия в коллективные акции несотрудничества, как это было в США во время войны во Вьетнаме.
Каждый год, 1 декабря, в День заключённых за участие в антивоенном движении, WRI составляет «Список Чести» заключённых в тюрьму за ненасильственные действия против военных приготовлений.
WRI объединяет людей разных поколений и различных культур, а не только молодых людей призывного возраста; использует опыт нескольких поколений организаторов ненасильственных акций.
Кроме того, WRI организовал четыре международных женских конференции и включает активную Женскую Рабочую группу.
Значительную часть времени члены WRI посвящают продвижению идеи ненасильственной борьбы как метода социальной борьбы. WRI обеспечивает обучение идеям ненасилия, проводит международные конференции: «Ненасильственная борьба и социальная защита», «Феминизм и отказ от насилия» и т. п., организует ряд ненасильственных кампаний.
Среди членов WRI всегда было много людей, заинтересованных ненасильственной борьбой как средством социальных перемен в обществе. Это обстоятельство, вместе с исследованием, проведённым организацией, что несправедливость колониализма была причиной войны, вызвало серьёзный интерес к борьбе за независимость Индии и, позже, к тесному конструктивному сотрудничеству с секциями гандистского движения.
Периоды наибольшей активности WRI приходились на 1930-е, 1960-е (с первой волной антиядерного движения, американского движения за гражданские права, и международного протеста против войны во Вьетнаме) и 1980-е годы. В 1930-х и 1940-х WRI помогал спасать людей от преследования при Франсиско Франко и при Адольфе Гитлере и обеспечивал убежище в других странах. Особое внимание уделялось детям, оставшимся без родителей после гражданской войны в Испании. Во время оккупации голландские, датские и норвежские члены WRI сыграли заметную роль в организации ненасильственного сопротивления. Секретарь голландской секции был казнён в декабре 1944 года за подпольное печатание запрещённых газет и брошюр.
В эпоху холодной войны WRI настойчиво искал единомышленников в социалистическом лагере. После вторжения СССР в Чехословакию в 1968 году, WRI организовал демонстрации протеста в четырёх столицах стран Варшавского договора. В 1980-х это приняло форму личных мирных договоров: антивоенные активисты из Восточного и Западного блоков объявляли свою лояльность тем ценностям, которые их объединяли, а не «своим» государственным машинам и вооружённым силам, которые их разделяли. Они при этом клялись поддерживать друг друга в борьбе против милитаризма своих стран. Другие действия были менее публичны: например, частные встречи и контрабандный ввоз литературы в страну и вывоз информации из страны.
Было много и других испытаний для WRI. Во время Гражданской войны в Испании, Второй мировой войны, войны во Вьетнаме, и войны в Югославии в 1990-х годах антивоенное движение оказывалось расколото: многие, наблюдая войну против жестокого агрессора, подвергали сомнению своё обязательство не поддерживать никаких военных действий. WRI старается развивать ненасильственные стратегии для эффективного действия в таких ситуациях, находить альтернативу вооружённому сопротивлению, стремясь выйти из замкнутого круга войны и насилия.
В 1971 году, когда пакистанские войска оккупировали территорию, называвшуюся Восточным Пакистаном, WRI начал операцию «Омега» в Бангладеш.
Это была заметная ненасильственная прямая акция по предоставлению убежища беженцам.
Позже, Международная Сеть Отказников, связанная с WRI, оказывала поддержку людям, сопротивляющимся войне в Персидском заливе в 1991 году. А в ещё большем масштабе — во время войны на Балканах, где вместе с другими пацифистскими организациями WRI участвовал в эксперименте по международному пацифистскому участию в балканской Мирной Группе, созданной для защиты прав человека и для поддержки мирных гражданских инициатив по ненасильственному разрешению конфликта.
WRI поддерживал альтернативную прессу (самиздат) в тех странах, в которых действовала всеобщая воинская повинность, перепечатывая материалы в своих изданиях. В 1988 году это стало причиной конфискации выпуска «Еженедельной Почты» в ЮАР, после запрета местной кампании против принудительного призыва.

## Организация
WRI — это сеть независимых организаций. Возможно присоединение к WRI и в качестве индивидуального члена. По крайней мере раз в четыре года проводится международная конференция, на которой присутствует 200—300 делегатов. Последние конференции были в Ирландии (2002) и Германии (2006). Должность председателя была утверждена в 1926 году. Председатель WRI выбирается голосованием по электронной почте перед международной конференцией. С 2006 по 2013 год председателем был Говард Кларк. С 2014 года председателем является Кристин Швейцер (ФРГ).
WRI отмечает два торжественных дня:
15 мая — Международный день сознательных отказчиков от военной службы, отмечается с 1982 года;
1 декабря — День заключённых за участие в антивоенном движении, отмечается с 1950-х годов, но сама традиция отправлять поздравительные письма к Новому году и Рождеству, для поддержания морального духа заключённых, существовала уже в 1920-е годы.
Адрес штаб-квартиры: 5 Caledonian Road, London N1 9DX, BRITAIN, tel: +44-20-7278 4040, fax: +44-20-7278 0444, e-mail: info@wri-irg.org, https://wri-irg.org